# Papa s'en mêle
Papa s'en mêle (Daddio) est une série télévisée américaine en 18 épisodes, diffusée entre le 23 mars 2000 et le 23 octobre 2000 sur le réseau NBC.
En France, la série a été diffusée sur TF6.

## Distribution

### Acteurs principaux
- Michael Chiklis (VF : Gérard Surugue) : Chris Woods
- Anita Barone (VF : Laurence Crouzet) : Linda Woods
- Martin Spanjers (VF : Jim Redler) : Max Woods
- Mitch Holleman (en) (VF : Paul Escoube) : Jake Woods
- Kevin Crowley (VF : Jérôme Rebbot) : Rod Krolak
- Suzy Nakamura (VF : Brigitte Aubry) : Holly Martin
- Steve Ryan (VF : Patrick Raynal) : Bobick
- Cristina Kernan (VF : Adeline Chetail) : Shannon Woods
- Amy Wilson (VF : Virginie Méry) : Barb Krolak

### Acteurs secondaires
- Penn Badgley : Todd (2 épisodes)
- Phil Fondacaro : Christmas Elf (1 épisode)
- Donny Osmond : Gabe (1 épisode)
- James Pickens Jr. : Doug Grayson (1 épisode)
- Nicole Sullivan : Miss Lang (1 épisode)
- John Cho (1 épisode)

- Version française[1]
  - Studio de doublage : Franc-Jeu
  - Direction artistique : Julien Kramer
  - Adaptation : ?